# The Big Read

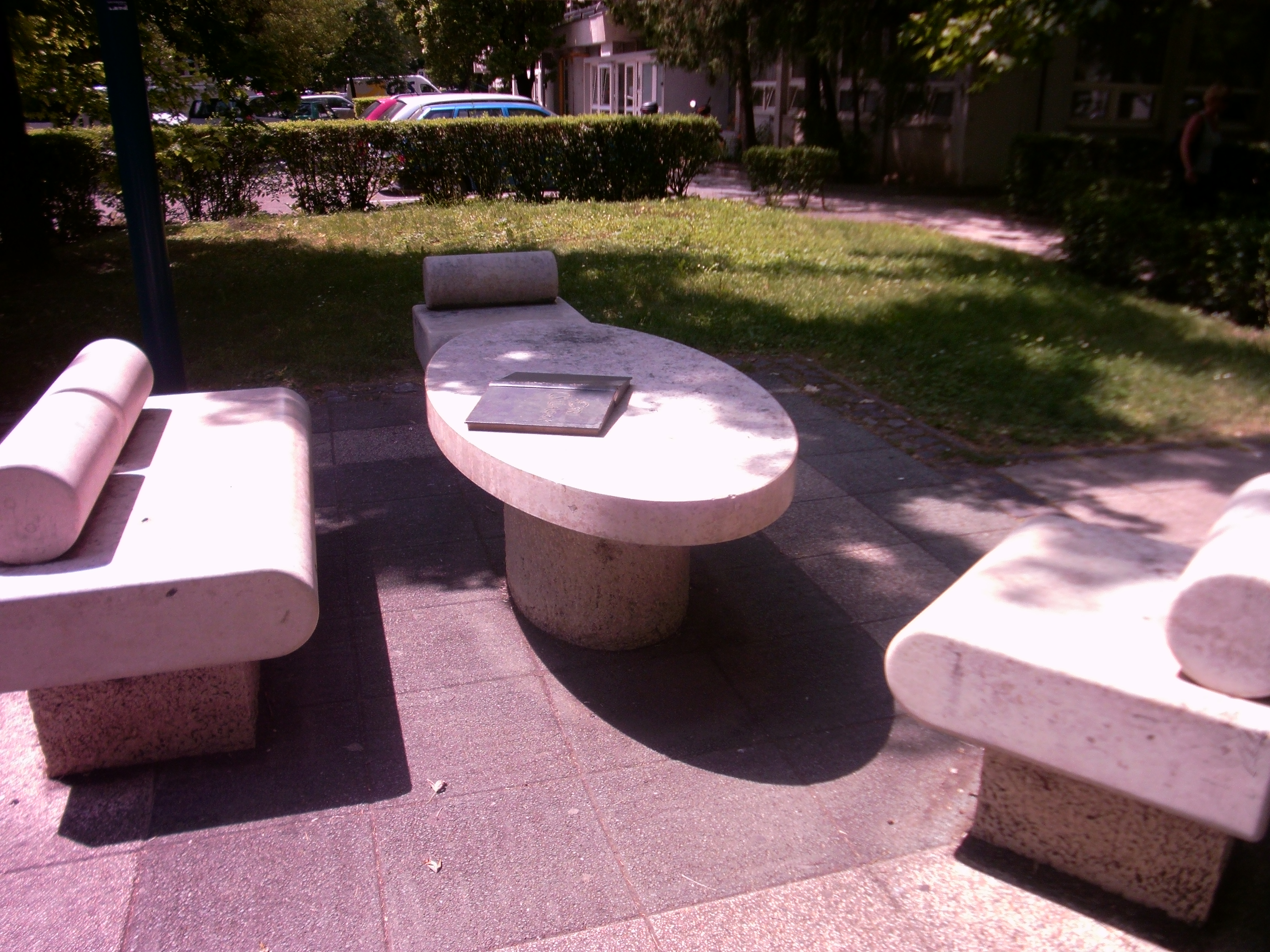
The Big Read.

 (septembre 2022).
Si vous disposez d'ouvrages ou d'articles de référence ou si vous connaissez des sites web de qualité traitant du thème abordé ici, merci de compléter l'article en donnant les références utiles à sa vérifiabilité et en les liant à la section « Notes et références ».
The Big Read est un sondage littéraire proposé par la BBC au Royaume-Uni en 2003, afin de déterminer, parmi les 750 000 réponses, les livres préférés des lecteurs britanniques.

## Top 200
| 1. Le Seigneur des anneaux par J. R. R. Tolkien 2. Orgueil et Préjugés par Jane Austen 3. À la croisée des mondes par Philip Pullman 4. Le Guide du voyageur galactique par Douglas Adams 5. Harry Potter et la Coupe de feu par J. K. Rowling 6. Ne tirez pas sur l'oiseau moqueur par Harper Lee 7. Winnie l'ourson par Alan Alexander Milne 8. 1984 par George Orwell 9. Le Lion, la Sorcière blanche et l'Armoire magique par C. S. Lewis 10. Jane Eyre par Charlotte Brontë 11. Catch 22 par Joseph Heller 12. Les Hauts de Hurlevent par Emily Brontë 13. Les Chemins de feu (en) par Sebastian Faulks 14. Rebecca par Daphné du Maurier 15. L'Attrape-cœurs par J. D. Salinger 16. Le Vent dans les saules par Kenneth Grahame 17. Les Grandes Espérances par Charles Dickens 18. Les Quatre Filles du docteur March par Louisa May Alcott 19. La Mandoline du capitaine Corelli par Louis de Bernières 20. Guerre et Paix par Léon Tolstoï 21. Autant en emporte le vent par Margaret Mitchell 22. Harry Potter à l'école des sorciers par J. K. Rowling 23. Harry Potter et la Chambre des secrets par J. K. Rowling 24. Harry Potter et le Prisonnier d'Azkaban par J. K. Rowling 25. Le Hobbit par J. R. R. Tolkien 26. Tess d'Urberville par Thomas Hardy 27. Middlemarch par George Eliot 28. Une prière pour Owen par John Irving 29. Les Raisins de la colère par John Steinbeck 30. Les Aventures d'Alice au pays des merveilles par Lewis Carroll 31. La Fabuleuse Histoire de Jenny B. (en) par Jacqueline Wilson 32. Cent Ans de solitude par Gabriel García Márquez 33. Les Piliers de la Terre par Ken Follett 34. David Copperfield par Charles Dickens 35. Charlie et la Chocolaterie par Roald Dahl 36. L'Île au trésor par Robert Louis Stevenson 37. Le Testament (en) par Nevil Shute 38. Persuasion par Jane Austen 39. Dune par Frank Herbert 40. Emma par Jane Austen 41. Anne… la maison aux pignons verts par Lucy Maud Montgomery 42. Les Garennes de Watership Down par Richard Adams 43. Gatsby le Magnifique par F. Scott Fitzgerald 44. Le Comte de Monte-Cristo par Alexandre Dumas 45. Retour à Brideshead par Evelyn Waugh 46. La Ferme des animaux par George Orwell 47. Un chant de Noël par Charles Dickens 48. Loin de la foule déchaînée par Thomas Hardy 49. Bonne nuit, monsieur Tom (en) par Michelle Magorian 50. Les Pêcheurs de coquillages (en) par Rosamunde Pilcher 51. Le Jardin secret par Frances Hodgson Burnett 52. Des souris et des hommes par John Steinbeck 53. Le Fléau par Stephen King 54. Anna Karénine par Léon Tolstoï 55. Un garçon convenable par Vikram Seth 56. Le Bon Gros Géant par Roald Dahl 57. Hirondelles et Amazones (en) par Arthur Ransome 58. Black Beauty par Anna Sewell 59. Artemis Fowl par Eoin Colfer 60. Crime et Châtiment par Fiodor Dostoïevski 61. Entre chiens et loups par Malorie Blackman 62. Geisha par Arthur Golden 63. Le Conte de deux cités par Charles Dickens 64. Les oiseaux se cachent pour mourir par Colleen McCullough 65. Mortimer par Terry Pratchett 66. L'Arbre qui batifole (en) par Enid Blyton 67. Le Mage par John Fowles 68. De bons présages par Neil Gaiman et Terry Pratchett 69. Au guet ! par Terry Pratchett 70. Sa Majesté des mouches par William Golding 71. Le Parfum par Patrick Süskind 72. The Ragged-Trousered Philanthropists (en) par Robert Tressell (en) 73. Ronde de nuit par Terry Pratchett 74. Matilda par Roald Dahl 75. Le Journal de Bridget Jones par Helen Fielding 76. Le Maître des illusions par Donna Tartt 77. La Femme en blanc par Wilkie Collins 78. Ulysse par James Joyce 79. La Maison d'Âpre-Vent par Charles Dickens 80. À nous deux ! (en) par Jacqueline Wilson 81. Les Deux Gredins par Roald Dahl 82. Le Château de Cassandra par Dodie Smith 83. Le Passage par Louis Sachar 84. Gormenghast (en) par Mervyn Peake 85. Le Dieu des Petits Riens par Arundhati Roy 86. Mon amie pour la vie (en) par Jacqueline Wilson 87. Le Meilleur des mondes par Aldous Huxley 88. La Ferme de froid accueil par Stella Gibbons 89. Pug l'apprenti par Raymond Elias Feist 90. Sur la route par Jack Kerouac 91. Le Parrain par Mario Puzo 92. Le Clan de l'Ours des Cavernes par Jean M. Auel 93. La Huitième Couleur par Terry Pratchett 94. L'Alchimiste par Paulo Coelho 95. Katherine (en) par Anya Seton 96. Kane et Abel (en) par Jeffrey Archer 97. L'Amour aux temps du choléra par Gabriel García Márquez 98. Trois filles et neuf bonnes résolutions par Jacqueline Wilson 99. Journal d'une princesse par Meg Cabot 100. Les Enfants de minuit par Salman Rushdie | 1. Trois hommes dans un bateau par Jerome K. Jerome 2. Les Petits Dieux par Terry Pratchett 3. La Plage (en) par Alex Garland 4. Dracula par Bram Stoker 5. Pointe blanche par Anthony Horowitz 6. Les Papiers posthumes du Pickwick Club par Charles Dickens 7. Stormbreaker par Anthony Horowitz 8. Le Seigneur des guêpes (en) par Iain Banks 9. Chacal par Frederick Forsyth 10. Maman, ma sœur et moi (en) par Jacqueline Wilson 11. Jude l'Obscur par Thomas Hardy 12. Journal secret d'Adrien 13 ans ¾ (en) par Sue Townsend 13. La Mer cruelle par Nicholas Monsarrat 14. Les Misérables par Victor Hugo 15. Le Maire de Casterbridge par Thomas Hardy 16. Un nouveau défi pour Jenny B. (en) par Jacqueline Wilson 17. Une amie d'enfer (en) par Jacqueline Wilson 18. Le Portrait de Dorian Gray par Oscar Wilde 19. Shogun par James Clavell 20. Le Jour des Triffides par John Wyndham 21. Lola Rose par Jacqueline Wilson 22. La Foire aux vanités par William Makepeace Thackeray 23. La Dynastie des Forsyte par John Galsworthy 24. La Maison des feuilles par Mark Z. Danielewski 25. Les Yeux dans les arbres (en) par Barbara Kingsolver 26. Le Faucheur par Terry Pratchett 27. Mon nez, mon chat, l'amour et moi (en) par Louise Rennison 28. Le Chien des Baskerville par Arthur Conan Doyle 29. Possession par A. S. Byatt 30. Le Maître et Marguerite par Mikhaïl Boulgakov 31. La Servante écarlate par Margaret Atwood 32. Danny champion du monde par Roald Dahl 33. À l'est d'Éden par John Steinbeck 34. La Potion magique de Georges Bouillon par Roald Dahl 35. Trois sœurcières par Terry Pratchett 36. La Couleur pourpre par Alice Walker 37. Le Père Porcher par Terry Pratchett 38. Les 39 Marches par John Buchan 39. Trois filles et des torrents de larmes par Jacqueline Wilson 40. Soirée pyjama (en) par Jacqueline Wilson 41. À l'ouest rien de nouveau par Erich Maria Remarque 42. Dans les coulisses du musée (en) par Kate Atkinson 43. Haute Fidélité par Nick Hornby 44. Ça par Stephen King 45. James et la Grosse Pêche par Roald Dahl 46. La Ligne verte par Stephen King 47. Papillon par Henri Charrière 48. Le Guet des orfèvres par Terry Pratchett 49. Maître à bord par Patrick O'Brian 50. Skeleton Key par Anthony Horowitz 51. Accros du roc par Terry Pratchett 52. Procrastination par Terry Pratchett 53. Le Cinquième Éléphant par Terry Pratchett 54. Expiation par Ian McEwan 55. Secrets (en) par Jacqueline Wilson 56. Le Poignard d'argent (en) par Ian Serraillier (en) 57. Vol au-dessus d'un nid de coucou par Ken Kesey 58. Au cœur des ténèbres par Joseph Conrad 59. Kim par Rudyard Kipling 60. Le Chardon et le Tartan par Diana Gabaldon 61. Moby-Dick par Herman Melville 62. Le Dieu fleuve (en) par Wilbur Smith 63. Sunset Song (en) par Lewis Grassic Gibbon 64. Nœuds et Dénouement par Annie Proulx 65. Le Monde selon Garp par John Irving 66. Lorna Doone par Richard Doddridge Blackmore 67. Trois filles et douze coups de minuit par Jacqueline Wilson 68. Pavillons lointains (en) par M. M. Kaye 69. Sacrées Sorcières par Roald Dahl 70. La Toile de Charlotte par E. B. White 71. Frankenstein par Mary Shelley 72. They Used to Play on Grass (en) par Terry Venables et Gordon Williams (en) 73. Le Vieil Homme et la Mer par Ernest Hemingway 74. Le Nom de la rose par Umberto Eco 75. Le Monde de Sophie par Jostein Gaarder 76. Poisson d'avril (en) par Jacqueline Wilson 77. Fantastique Maître Renard par Roald Dahl 78. Lolita par Vladimir Nabokov 79. Jonathan Livingston le goéland par Richard Bach 80. Le Petit Prince par Antoine de Saint-Exupéry 81. À la semaine prochaine (en) par Jacqueline Wilson 82. Oliver Twist par Charles Dickens 83. La Puissance de l'ange (en) par Bryce Courtenay 84. Silas Marner par George Eliot 85. American Psycho par Bret Easton Ellis 86. Journal d'un homme sans importance par George Grossmith et Weedon Grossmith 87. Trainspotting par Irvine Welsh 88. Chair de poule par R. L. Stine 89. Heidi par Johanna Spyri 90. Amants et Fils par D. H. Lawrence 91. L'Insoutenable Légèreté de l'être par Milan Kundera 92. Un homme et son fils (en) par Tony Parsons 93. La Vérité par Terry Pratchett 94. La Guerre des mondes par H. G. Wells 95. L'Homme qui murmurait à l'oreille des chevaux par Nicholas Evans 96. L'Équilibre du monde par Rohinton Mistry 97. Mécomptes de fées par Terry Pratchett 98. La Quête du roi Arthur (en) par Terence Hanbury White 99. La Chenille qui fait des trous par Eric Carle 100. Fleurs captives (en) par Virginia C. Andrews |